# Iskandar Ghanem
Iskandar Ghanem (Sagbyn, Caza West Beka, 1911 - 4 februari 2005), was een Libanees generaal b.d.

## Levensloop
Hij werd geboren in een Maronitisch-christelijke familie. Hij studeerde van 1934 tot 1937 aan de Militaire Academie van Homs. Hij verliet de academie als luitenant en diende in artillerieregimenten. Tijdens de Tweede Wereldoorlog diende hij in het leger van de Vrije Fransen. In 1941 werd hij gepromoveerd tot eerste luitenant. Zijn militaire carrière ging daarna snel: In 1960 werd hij met de rang van kolonel toegevoegd aan de generale staf.
Ghanem werd op 7 januari 1960 bevorderd tot generaal en op 15 augustus 1965 tot generaal-majoor. Van 1966 tot 1967 was hij militair attaché in Washington. Op 7 januari 1969 ging hij met pensioen.
In 1970 werd zijn vriend, Suleiman Franjieh, tot president gekozen. In 1971 deed Franjieh een beroep op Ghanem om weer dienst te nemen en op 25 juli 1971 werd hij benoemd tot bevelhebber van het Libanese leger. Ghanem diende Franjieh loyaal en toen premier Saeb Salam in 1973 vroeg om Ghanem als bevelhebber te vervangen, weigerde Franjieh hier op in te gaan. Premier Salam vond het aftreden van Ghanem noodzakelijk, gezien het zwakke optreden van het leger tijdens Israëlische operaties in Libanon in 1973 waarbij Beiroet werd gebombardeerd. Pas in 1975 trad Ghanem als bevelhebber terug.

## Familie
Iskandar Ghanem was getrouwd en had drie kinderen. Een van die kinderen, Robert Iskandar Ghanem, een zakenman, werd in 1992 in de Nationale Vergadering (Libanees parlement) gekozen. Hij is een aanhanger van Elias Skaff.